# Скеля «Соколів Камінь»
Ске́ля «Соко́лів Ка́мінь» — геологічна пам'ятка природи місцевого значення в Україні. Розташована в межах Кам'янець-Подільського району Хмельницької області, за 1,5 км на південний схід від села Княжпіль. 
Площа 5 га. Заповідана рішенням ОВК № 278 від 04.09.1982  року. Перебуває у віданні Кам'янець-Подільського держлісгоспу. Лежить у межах національного природного парку «Подільські Товтри». 
Пам'ятка природи входить до складу природно-заповідного фонду України, яка охороняється як національне надбання, є складовою частиною системи природних територій та об'єктів, що перебувають під особливою охороною. 
Статус надано для збереження унікального зразка вивітрювання осадових гірських порід тортонського ярусу неогенової системи. 